# シュコダ46T
シュコダ46Tは、ドイツの都市・フランクフルト (オーダー)の路面電車であるフランクフルト (オーダー)市電の車両。バリアフリーに適した超低床電車で、他都市の公共交通事業者との共同発注が実施された経緯を持つ。

## 概要
2018年、ブランデンブルク州からの資金援助のもと、フランクフルト (オーダー)、コトブス、ブランデブルクの各都市の公共交通事業者は、共同で新型路面電車車両の導入プロジェクト「FCB（Projekt "FCB"）」を発表し、製造企業の入札を実施した。これは共同購入によるコスト削減や予備部品の確保の容易さを図るものであり、最終的に2021年にチェコのシュコダ・トランスポーテーションへの発注が決定した。そのうち、フランクフルト (オーダー)市電へ導入される車両がシュコダ46Tである。
基本的な構造は他都市の路面電車と同型で、右側通行に適した片運転台の3車体連接車である。前後車体に動力台車が、中間車体に付随台車が設置されており、回転軸を有する動力台車の上部は他の箇所と比べ床上高さが高くなっているため車内には段差が存在する。乗降扉は前後車体に3箇所づつ存在し、そのうち連節面に近い2箇所は低床部分に設置されている。座席はクロスシートを基本としており、5人分の折り畳み座席が設置されている他、低床部分には2人分の車椅子用スペースも存在する。また、車内には冷暖房双方に対応した空調が完備されている。
最初の車両（311）は2024年4月に路面電車路線への搬入が行われ、その後は各種の試運転が実施された。以降も順次導入が進められており、合計13両が製造される予定となっている。